# Willi Schatz
Willi Schatz (ur. 1 lutego 1905 w Hanowerze, zm. 17 lutego 1985 tamże) – dentysta w obozie Auschwitz-Birkenau i Neuengamme (KL), członek SA i SS w stopniu SS-Obersturmführera, sądzony i uniewinniony w drugim procesie oświęcimskim.